# 阿迈奈卡努尔
阿迈奈卡努尔（Ammainaickanur），是印度泰米尔纳德邦Dindigul县的一个城镇。总人口16547（2001年）。

## 人口
该地2001年总人口16547人，其中男性8382人，女性8165人；0—6岁人口1952人，其中男998人，女954人；识字率65.16%，其中男性为73.04%，女性为57.07%。